# Vuelta a la Comunidad de Madrid
La Vuelta a la Comunidad de Madrid è una corsa a tappe maschile di ciclismo su strada, che si disputa nella comunità di Madrid, ogni anno nel mese di maggio. Creata nel 1983, fu riservata ai dilettanti fino al 2004. Nel 2005 è stata integrata nel calendario dell'UCI Europe Tour come prova di classe 2.1.

## Albo d'oro
Aggiornato all'edizione 2019.
| Anno | Vincitore                             | Secondo                               | Terzo                                 |
| ---- | ------------------------------------- | ------------------------------------- | ------------------------------------- |
| 1983 | Angel Mayordomo                       |                                       |                                       |
| 1984 | Anselmo Fuerte                        |                                       |                                       |
| 1985 | Juan Carlos Chouzas                   |                                       |                                       |
| 1986 | Antonio Sampedro                      |                                       |                                       |
| 1987 | Santos Hernández                      |                                       |                                       |
| 1988 | non disputato                         |                                       |                                       |
| 1989 | Torres Herrerias                      |                                       |                                       |
| 1990 | Bernardo González                     |                                       |                                       |
| 1991 | David Plaza                           |                                       |                                       |
| 1992 | Javier Diaz                           |                                       |                                       |
| 1993 | Javier Diaz                           |                                       |                                       |
| 1994 | David Plaza                           |                                       |                                       |
| 1995 | José Luis Rebollo                     |                                       |                                       |
| 1996 | David Navas                           |                                       |                                       |
| 1997 | Vladislav Borisov                     |                                       |                                       |
| 1998 | non disputato                         |                                       |                                       |
| 1999 | Alberto Hierro                        |                                       |                                       |
| 2000 | Sergio Villamil                       |                                       |                                       |
| 2001 | non disputato                         |                                       |                                       |
| 2002 | Carlos Castaño                        |                                       |                                       |
| 2003 | Antonio López                         | Mikel Elgezabal                       | Julio Domínguez                       |
| 2004 | Antonio López                         | Gustavo Mario Toledo                  | Mauricio Ortega                       |
| 2005 | non disputato                         |                                       |                                       |
| 2006 | Sergi Escobar                         | Jesús Javier Ramírez                  | Michail Ignat'ev                      |
| 2007 | Manuel Lloret                         | Ángel Vicioso                         | Carlos Castaño                        |
| 2008 | Oleh Čužda                            | Francisco Mancebo                     | Constantino Zaballa                   |
| 2009 | Héctor Guerra                         | Alejandro Valverde                    | Xavier Tondó                          |
| 2010 | Sergio Pardilla                       | Fortunato Baliani                     | Iván Melero                           |
| 2011 | Rui Costa                             | Javier Moreno                         | Jonathan Castroviejo                  |
| 2012 | Sergej Firsanov                       | Nairo Quintana                        | Rémy Di Grégorio                      |
| 2013 | Javier Moreno                         | Mikel Landa                           | Delio Fernández                       |
| 2014 | non disputato                         |                                       |                                       |
| 2015 | Evgenij Šalunov                       | Diego Rubio                           | Alberto Gallego                       |
| 2016 | Juan José Lobato                      | Jesús Herrada                         | Daniele Ratto                         |
| 2017 | Óscar Sevilla                         | Raúl Alarcón                          | Fabricio Ferrari                      |
| 2018 | Edgar Pinto                           | Fabio Duarte                          | Jonathan Caicedo                      |
| 2019 | Clément Russo                         | Romain Hardy                          | Carlos Barbero                        |
| 2020 | non disputata                         | non disputata                         | non disputata                         |
| 2021 | annullata per la Pandemia di COVID-19 | annullata per la Pandemia di COVID-19 | annullata per la Pandemia di COVID-19 |